# Charmout

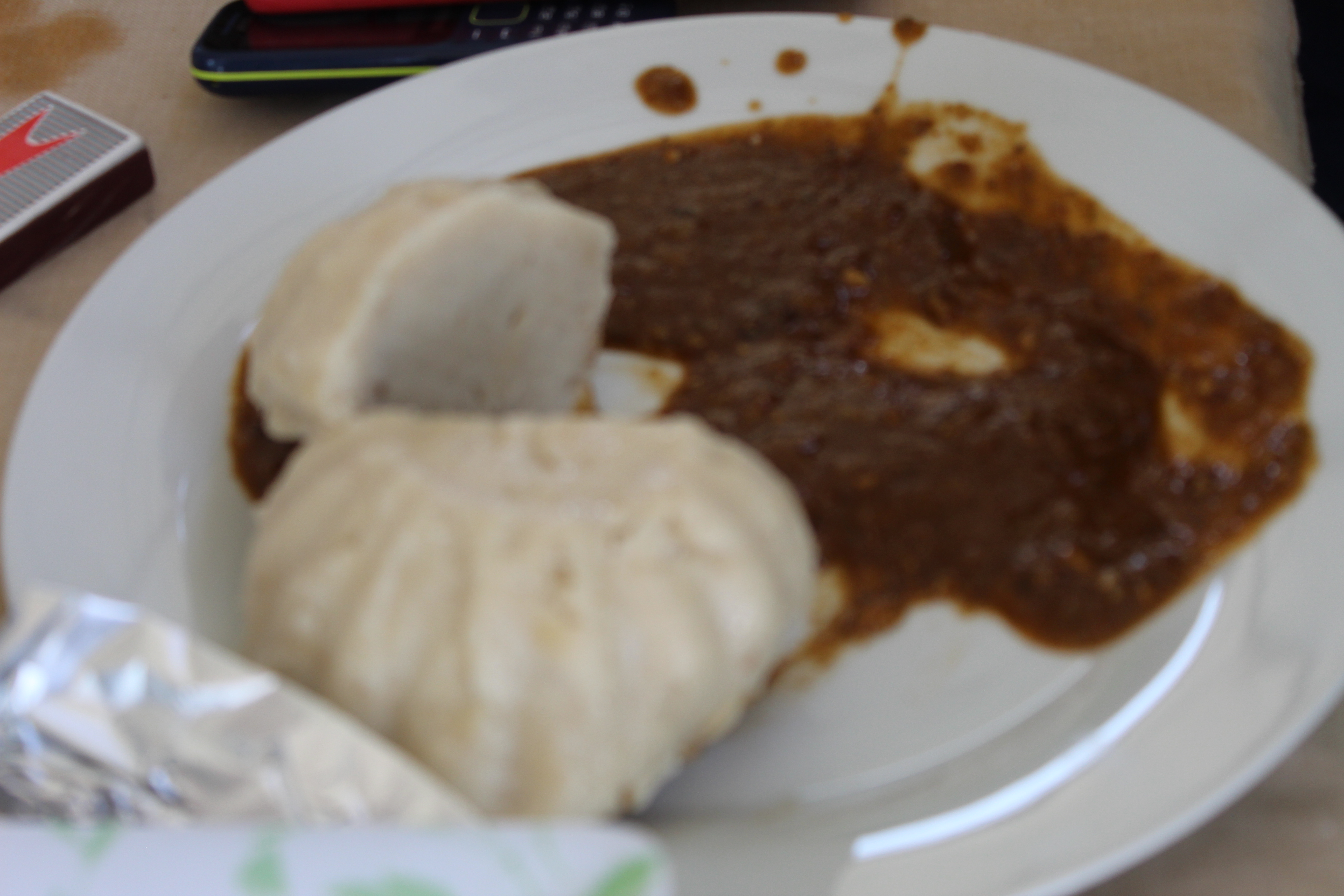
Couscous avec la sauce charmout.

Le charmout est une viande séchée utilisée dans les cuisines tchadienne et soudanaise pour la préparation d'une sauce, appelée « sauce de charmout » ou encore « tagalié ». Elle peut se manger avec du pain, du kisra ou encore avec de la boule de millet, appelée « esh ».
Pour préparer cette sauce, on a besoin des ingrédients suivants : deux gros oignons, dix gousses d'ail écrasés, 1,5 ml d'huile d'arachide, une cuillère à soupe de charmout, deux cuillères à soupe de gombo séché et moulu, une cuillère à café de sel (selon le goût), une cuillère à café d'épice[Laquelle ?].